# Sorority Row
Sorority Row är en amerikansk slasherfilm från 2009. Huvudrollerna spelas av Briana Evigan, Leah Pipes, Rumer Willis, Jamie Chung, Margo Harshman, Audrina Patridge och Carrie Fisher.

## Handling
Filmen handlar om ett gäng tjejer som ska busa med en av tjejernas bror efter att han har varit otrogen. Det är party en kväll och tjejerna ser sin chans. Buset går ut på att tjejen som han har varit otrogen mot, Megan, ska leka död. De låtsas åka iväg till sjukhuset men egentligen åker de till utkanten av en skog. Tanken är att de ska berätta om skämtet för killen, men innan det får killen för sig att hugga ett verktyg (fälgkors) mitt i bröstet på den låtsasdöda Megan. När tjejerna förstår vad de har gjort får de panik och dumpar kroppen och mordvapnet i ett gruvschakt i närheten av där hon blev mördad. Alla svär att aldrig mer tala om händelsen.
Åtta månader senare går tjejerna ut High School och dagen innan "den riktiga avslutningen" ska tjejerna ha huset som de har bott och gått i skola i för sig själva. Alla tjejer som var med den hemska natten när Megan dog får ett mms skickat till sina mobiltelefoner med en hand som håller i mordvapnet.
Mystiskt dör flera av tjejerna som var med när Megan av misstag blev mördad.
En person med svart dräkt och dolt ansikte dödar dem, en efter en.